# Sommer-Paralympics 2012/Teilnehmer (Albanien)
| stlisierte Goldmedaille | stlisierte Silbermedaille | stlisierte Bronzemedaille |
| ----------------------- | ------------------------- | ------------------------- |
| —                       | —                         | —                         |

Albanien entsandte einen Sportler zu den Paralympischen Sommerspielen 2012 in London. Es war dies die erste Teilnahme eines albanischen Sportlers an den Paralympics. Der 1969 in Kruja geborene Radsportler Haki Doku lebt heute in Mailand.

## Teilnehmer nach Sportart

### Radsport
Männer:
- Haki Doku (H2)

| Athlet    | Wettbewerb          | Zeit          | Rang          |
| --------- | ------------------- | ------------- | ------------- |
| Haki Doku | Straßenrennen H2    | ausgeschieden | ausgeschieden |
| Haki Doku | Einzelzeitfahren H2 | 38:23.73      | 14            |